# Helen Patton-Plusczyk
Helen Patton-Plusczyk, née Helen Ayer Patton le 21 mars 1962 à Bethlehem, Connecticut, est une actrice, productrice, scénariste et chanteuse germano-américaine. Étant la petite-fille du général George Patton qui commande la 3e armée à la Libération de la France, elle devient la fondatrice de la fondation Patton, qui en perpétue la mémoire.

## Biographie

### Études
Helen Patton étudie d'abord le spectacle vivant à l'école de Walnut Hill (en), entre 1977 et 1980, puis devient diplômée de l'université catholique d'Amérique en 1984. Elle poursuit par des études à la Royal Academy of Dramatic Art à Londres entre 1985 et 1988,.

### Carrière
En tant qu'actrice, elle apparaît à la télévision et dans des films. En 1988, elle joue un rôle dans le téléfilm La Vengeance d'un père (en anglais : A Father's Revenge).

### Engagements

#### Domaine social
Elle s'implique dans le domaine social, a voyagé dans diverses régions de conflit et a initié divers projets culturels.

#### Perpétuation de la mémoire de son grand-père
Après son mariage, elle déménage en Sarre en 1995. Elle fonde la « Patton Foundation: Sustainable Trust » à Sarrebruck en 2005, qui s'engage dans l'éducation à la paix. Elle établit la fondation dans l'esprit de la Patton Foundation aux États-Unis en faisant explicitement référence à son grand-père.
Interrogée par La République du Centre, elle explique la création de la fondation :

« Je l’ai créée en Allemagne, comme moyen de valoriser des projets favorisant l’amitié entre les États-Unis et l’Europe, de rapprocher les gens à travers l’art et la culture. »

En 2014, lors de la commémoration du 70e anniversaire débarquement en Normandie, elle se produit à deux concerts sur Utah Beach et à Néhou, avec le guitariste Thomas Blug et son groupe. Une chanson est écrite pour l'occasion. En 2019, elle est nommée marraine de la reconstitution historique « Piper Opération Cobra » se déroulant dans les communes de Granville et de Jullouville.
Pour son engagement, elle reçoit le Prix de la chapelle des quatre aumôniers. Également pour les services rendus aux soldats et aux vétérans, elle reçoit la médaille de Saint-Maurice par l'Association nationale d'infanterie. Elle a ensuite été faite chevalière de la Légion d'honneur par François Hollande. De plus, elle a été nommée citoyenne d'honneur par plusieurs communes de Normandie[Lesquels ?].

## Décorations
- Chevalière de la Légion d'honneur, depuis 2014[8]